# Eileen Gray
Kathleen Eileen Moray, conocida como Eileen Gray, (Enniscorthy, 9 de agosto de 1878-París, 31 de octubre de 1976) fue una artista de la laca, diseñadora de muebles, de interiores y arquitecta irlandesa conocida por incorporar el trabajo de la laca con lujo en el estilo internacional. Fue una de las primeras mujeres reconocidas internacionalmente en la actividad del diseño industrial.

## Biografía
Kathleen Eileen Moray nace en la casa familiar (Brownswood), en Enniscorthy (Condado de Wexford), Irlanda, el 9 de agosto de 1878, a pesar de que muchas publicaciones sitúan su nacimiento en 1879, cosa que a ella no le importaba. Su familia le cambió el nombre por el de Gray en 1893, después de que su madre, Lady Eveleen Pounden, heredase un título de nobleza de un tío suyo escocés, convirtiéndose en la baronesa Gray. Siendo la más joven de cinco hermanos, Eileen pasó su infancia entre las diversas casas familiares en Irlanda y la residencia de Londres. Heredó de su madre el interés y el buen gusto por la decoración, así como el espíritu de aventura de su padre, el pintor James Maclaren Smith, al que acompañó en varios viajes a Italia o Alemania.
Al igual que muchas mujeres de su clase social, Gray recibió una educación formal; y aparte de los periodos intermitentes de estudio en un internado en Dresde, Alemania, fue educada desde el principio por institutrices. Hizo su primera visita a París en 1900, al acompañar a su madre a la Exposición Universal. Al año siguiente, 1901, se matriculó en dibujo en la Slade School of Fine Arts de Londres, y durante las visitas que realizaba al Museo de Victoria y Alberto desarrolló su admiración por los trabajos asiáticos de la laca. Este periodo de aprendizaje le sirvió para independizarse de su familia. Al cumplir Eileen los 10 años, su hermana Ethel se casó con Henry Tufnell, hijo del Lord Lindsay, quien en 1895, transformó el dominio familiar de Brownswood en una mansión de estilo isabelino; obra que fue muy aclamada por la prensa. Para Eileen en cambio, supuso la destrucción de su casa de la infancia y un hecho que terminaría por separarla de su familia.
En 1902, se estableció temporalmente en París para continuar sus estudios de dibujo en la École Colarossi, junto con sus amigas Kathleen Bruce y Jessie Gavin. Las tres ocuparon una pensión en la rue Bara 7, cerca de Montparnasse. Pronto fueron transferidas a la Academia Julian en la rue du Dragon, donde la enseñanza iba directamente enfocada a la preparación de los estudiantes para ingresar en la École des Beaux-Arts (Escuela de Bellas Artes). Durante este tiempo Gray también realizó cursos de verano en Caudebec-en-Caux (Normandía), a cargo de la pintora neozelandesa Frances Hodgkin.
En 1905, regresa a Londres a causa de la enfermedad de su madre y continúa sus estudios en la misma Slade School of Fine Arts y no es hasta 1906 que se estableció definitivamente en París, en un apartamento de la rue Bonaparte (cerca de la iglesia de Saint-Germain des Prés), que ocupó el resto de su vida. Durante el mismo año comenzaran las relaciones entre ella y el maestro de la laca japonés, Seizo Sougarawa.
Entre 1909 y 1912, visita diversos lugares, primero el norte de África donde aprende todo acerca de las artistas marroquíes en el arte del tejido, sobre todo de la lana y la creación de alfombras. Más tarde viajó a América tomando el tren de Nueva York a San Francisco junto a su hermana Thora y sus amigas Gaby Bloch y Florence Gardiner, haciendo escala en el Gran Cañón y las Montañas Rocosas, Monterey, California y Seattle, lugares de obligatoria visita para Gray, con los quedó fascinada.
Al estallar la Primera Guerra Mundial, Eileen pasa a ser conductora de ambulancias en París durante los primeros meses de 1915, pero regresa a Londres llevándose consigo a Sougarawa y abriendo un taller en Chelsea, para producir su mobiliario de diseño.

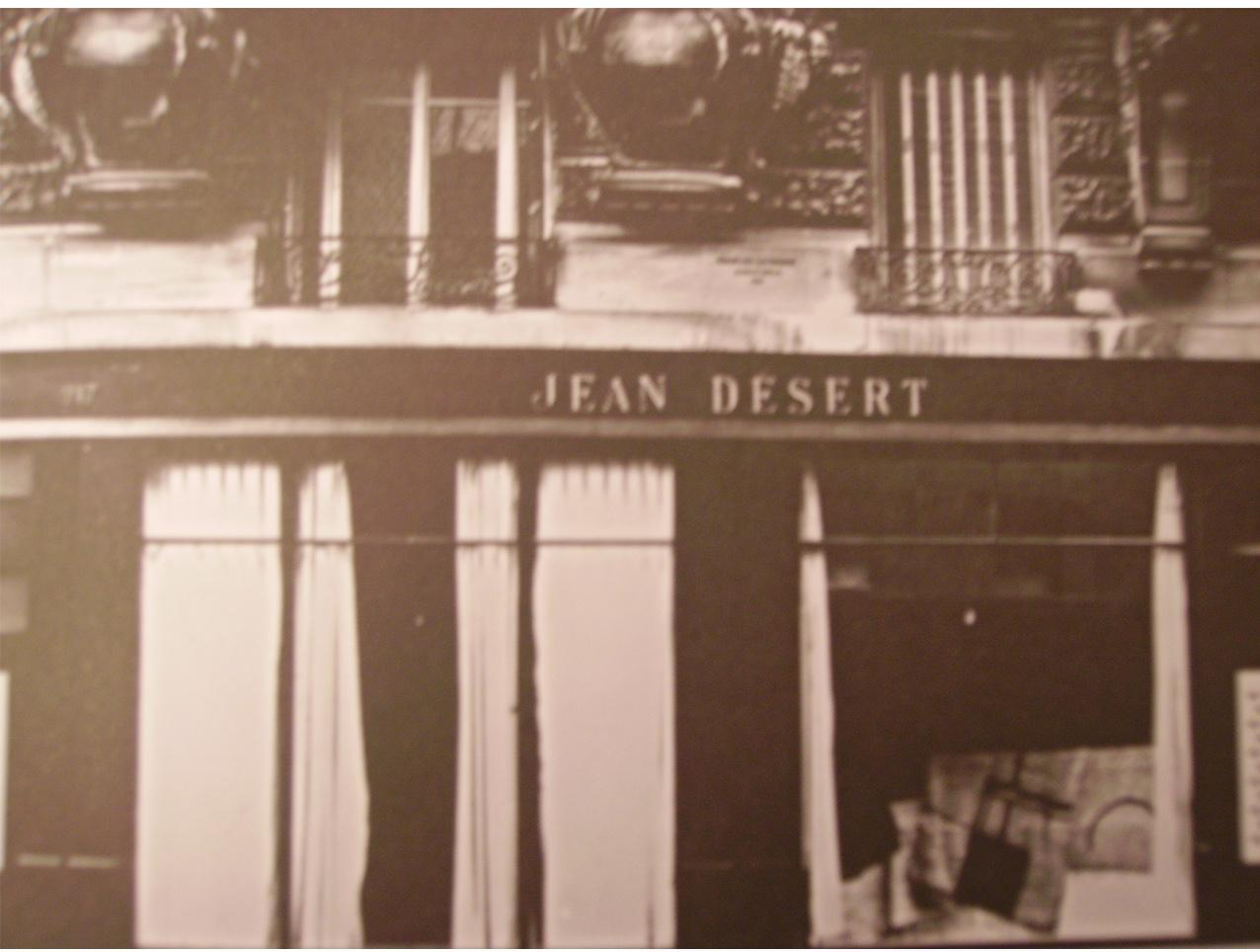
Tienda de decoración de Gray.

En 1913, celebró su primera exposición, mostrando algunos paneles decorativos en el Salon des Artistes Décorateurs. Pero no fue hasta 1922 cuando, tras ganarse la reputación como la primera artista europea del siglo XX en adaptar las tradicionales técnicas asiáticas sobre el uso de la laca en el diseño, que Gray decidió abrir una tienda de decoración, la galería Jéan Désert, donde mostró sus alfombras y diseños de mobiliario.
En 1923, Eileen fue invitada a exponer una habitación completamente amueblada por ella misma en el 14.º Salon des artistes décorateurs. Allí presentó su proyecto de una «Chambre-boudoir para Monte-Carlo».
En 1926, comenzó a proyectar la casa E1027, su propia casa de veraneo a las afueras de Menton, cerca de Castellar, Francia, que estuvo terminada en 1934, y tras lo cual Gray empleó mucho de su tiempo en el sur de Francia. Alquiló un apartamento con vistas al puerto de Saint-Tropez como refugio de los días de verano y las crecientes muchedumbres de la Costa Azul. A pesar del aumento de popularidad de la ciudad, continuó visitando la zona en numerosas ocasiones, construyendo su última casa, Lóu Pérou (1954-61), entre los viñedos de Chapelle-Ste-Anne, aunque París siguió siendo su principal residencia.
Forzada a abandonar la costa francesa y expatriada durante la Segunda Guerra Mundial, huye a Lourmarin en la región de Vaucluse. Allí diseña una casa para Badovici en un terreno adquirido en Casablanca. Mientras tanto, su hogar de Menton, Tempe a Pailla, es saqueado y medio destruido por las tropas alemanas y los constantes bombardeos de la zona. Pero en 1945 Menton es liberado y Gray vuelve a Castellar y al encontrar su casa en penosas condiciones regresa a París.
Gray era bisexual. Formó parte de los círculos de lesbianas de la época, siendo asociada con Romaine Brooks, Gabrielle Bloch, Loie Fuller, la cantante Damia y Natalie Barney. La relación intermitente de Gray con Damia finalizó en 1938, tras lo cual nunca volvieron a verse, aunque ambas vivieron hasta los 90 años en la misma ciudad. Gray tuvo durante algún tiempo una relación intermitente con el arquitecto y escritor rumano Jean Badovici. Él había escrito sobre sus diseños en 1924 y había animado a Gray en su interés por la arquitectura. La relación concluyó en 1932. Gray se mantuvo activa tras cumplir los 90 años, trabajando hasta 14 horas al día perfeccionando su portafolio y organizando sus diversos diseños de muebles y proyectos. A las 8:30 de la mañana del 31 de octubre de 1976 Eileen Gray falleció en París a los 98 años, siendo enterrada en el cementerio de Père Lachaise, París, el 5 de noviembre del mismo año.

## Influencias
La emigrante anglo-irlandesa empezó a experimentar directamente con la arquitectura desde 1926, cuando se convirtió en colaboradora del arquitecto rumano Jean Badovici (1893-1956), quien le confirió todo su conocimiento en la materia. Únicamente nueve de las obras de Gray y renovaciones de interiores se llevaron a cabo, y cuatro de ellas fueron atribuidas a Badovici, dada la semejanza de estilos, y aún el trabajo de Gray continúa inspirando a arquitectos y diseñadores.
Más de 45 proyectos se encontraron en su archivo, muchos de los cuales representados solo por pequeños y simples esbozos y/o permanecen formalmente sin resolver. No dejó testimonio acerca de sus reuniones con clientes; sin duda, hasta el final de su vida, Gray negó que hubiera tenido cliente alguno. Por otra parte, para sus diseños más conocidos, dos casas que proyectó para Badovici y para ella respectivamente, Gray hizo elaborar presentaciones aportando además numerosas fotografías. Mostró sus intenciones en un diálogo con Badovici que publicó en un artículo de L'Architecture Vivante, referente a la E.1027, la casa de veraneo de Roquebrune, Francia, que construyó junto con Badovici. Ésta, junto con su mobiliario, se exhibieron en París en el Salon d'Automne y el Union des Artistes Modernes (UAM), grupo de diseñadores de la que ella fue miembro fundadora. Le Corbusier fue un ferviente admirador de la arquitectura de Gray.
Debido a su extremo pudor, Gray permaneció algo alejada de sus contemporáneos en las artes decorativas y arquitectura. En la industria del diseño parisina fue bien acogida por su producción de artículos modernos y llamativos para una clientela perteneciente a la élite social, dedicada tanto a las demandas individuales de cantidades muy limitadas, así como reproducciones para producción masiva.
En la Exposición Universal de París en 1900 conoció el trabajo de Mackintosh, uno de los más influyentes artistas del Art Nouveau y propulsor del Arts and Crafts y comenzó a interesarse por las artes decorativas. A comienzos de siglo XX el mundo de los decoradores y diseñadores no estaba tan organizado como comenzó a estarlo años después. Aun así el interés por las artes decorativas hizo que se difundiese rápidamente.
En Inglaterra, eran conocidos los concursos de la revista Studio que se mantenían en 1902 únicamente con trabajos de diseño gráfico y de arte decorativo. En Viena, los líderes del diseño, Josef Hoffmann y Koloman Moser fundaron la Wiener Werkstätte (1903). Ambos eventos captaron la atención de Eileen. Al inicio de sus trabajos con la laca eran visibles las influencias de pinturas de Gustav Klimt y Otto Wagner. En 1907, Hermann Muthesius y un grupo de arquitectos fundaron la Werkbund alemana en Berlín, lo que también influenció su trabajo. En 1901 se fundó la Sociedad de Artistas Decoradores en la ciudad de París que incluía algunos diseñadores y decoradores conocidos, como Hector Guimard, Eugène Grasset y Sarah Bernhardt.
En 1903, se abrió un Salón en un sótano del Petit Palais: el primer Salon d´Automne, cuyo presidente era Frantz Jourdaim, incluía cientos de exposiciones sobre las artes decorativas. Los eventos fueron bien recibidos por los críticos del momento como Louis Vauxcelles y Claude Roger-Marx. Pronto se convirtieron en los principales eventos sociales del mundo del arte. Desde 1906 la Sociedad de Artistas Decoradores mostraban su trabajo en una exposición anual. Gray se convirtió en una visitante regular. En 1910 la Werkstätte de Múnich fue a París, realizando exposiciones en el Salón d´Autonome, que incluía algunos diseñadores Alemanes como Bruno Paul, Richard Riemerschmid y Paul Wenz. A Gray le atraían la simplicidad de las piezas de líneas sobrias y muy económicas del grupo alemán, al contrario que el gusto Francés que era mucho más ornamental. Este interés estaba ligado al pensamiento del movimiento Arts and Crafts de su país de origen. Aunque ella quería producir mobiliario atractivo para un uso estándar, se veía obligada a seguir las tendencias de moda y empezar a diseñar para la élite, a la que le atraían materiales como la laca. Dos movimientos importantes que influyeron en la formación de Eileen como arquitecta fueron De Stijl y la Bauhaus.
Era tiempo de innovaciones extraordinarias. Muchos estilos nacieron antes de la guerra, pero comenzaron a florecer a comienzos de los años 1920, como el fovismo, el futurismo, el expresionismo, el constructivismo y el cubismo, que comenzaron a influir en todas las formas de arte y diseño. París volvió a estar de moda, y con este aumento de prosperidad vino el deseo de un cambio en el estilo de vida. La gente que podía permitírselo se cambiaba de casa y contrataban decoradores, que influenciados por los estilos de la época transformaban las habitaciones en tocadores egipcios, haciendo que pareciesen versiones europeas de Las mil y una noches. Este nuevo estilo que nació, y que era la suma de varias tendencias, se denominó más tarde como Art déco.

## Obras representativas

### En arquitectura
No se dispone de una lista completa de sus obras ya que muchos de los modelos y documentación gráfica fueron destruidos durante la Segunda Guerra Mundial. Aquellos de los que se tiene constancia son:
- Apartamento en la rue de Lota, (1919-24), París
- Casa de vacaciones, (1921-24), Samois-sur-Seine
- Jéan desert, (1922), París
- Casa basada en la Villa Moissi de Adolf Loos (proyecto), (1923), sin especificar
- Casa para un ingeniero proyecto, (1926)
- Casa de Battachon/Renaudin, (1926-32), Vézelay
- Casa de Badovici, (1927-31), Vézelay
- Casa para un artista, (1927-32), Vézelay
- Zervos House, (1927-31), Vézelay
- E.1027 (con Badovici), (1926-29), Roquebrune/Cap Martin, Alpes Marítimos
- Apartamento de Gray, (1930), París
- Apartamento de Badovici, (1929-31), París
- Tempe à Pailla, (1931-34), Castellar (Alpes Marítimos)
- Casa para dos escultores (proyecto), (1933-34), sin especificar
- Casa en el Boulevard des Madeleines (proyecto), (1930), Niza
- Centro de vacaciones y ocio (proyecto), (1936-37), sin especificar
- Pabellón de Exposiciones (proyecto), (1920-1937?), París
- Casa de playa (proyecto), (1940), Casablanca
- Garaje en las Tullerías (proyecto), (1940), París
- Lou Pérou, (1954-61), Saint-Tropez

### La Casa E. 1027
La Casa «E-1027» que diseñó y construyó Gray, entre 1926 y 1929, a orillas del mar, al sur de Francia, cerca de Mónaco, como residencia de verano para compartir con Jean Badovici. El nombre de la casa, E-1027, se trata de un código numérico resultante de combinar sus iniciales según el orden de las letras del alfabeto; «E» para Eileen, «10» de la «J» de Jean, «2» de  la «B» de Badovici y «7» de la «G» de Gray.
Pertenece a una construcción del movimiento moderno donde empleó muchos de los principios fundamentales que Le Corbusier enunció en 1927. La casa era pequeña y fue diseñada como un espacio sencillo en donde todo fuera eficaz, con novedosos armarios empotrados aprovechando los espacios muertos. Destacaba el gran salón abierto que a su vez podía hacer de alcoba para dormir. Era un espacio donde los propios muebles eran parte de la arquitectura de la casa. Gray diseñó hasta el último de los detalles de la casa dando a todo una conformidad como no se había hecho antes. Incluso Le Corbusier, amigo de Badovici, pasaba a menudo por la casa intentando convencer a Gray para hacer alguno de sus dibujos murales, a pesar de que ella se resistiese continuamente a sus propuestas. Ante la negativa, y sin el consentimiento ni de Gray ni de Badovici pintó durante unas vacaciones en ella ocho murales, apropiándose desde entonces de la obra de la arquitecta.

### Apartamento estudio para Jean Badovici
Eileen Gray diseñó los interiores para el apartamento de Badovici, situado en París. Todo el proyecto pretendía responder a una necesidad de optimizar el espacio y regularizar la planta trapezoidal de unos 40 m², para convertirlo en un ambiente compatible con el trabajo y el ocio. Se redujeron al máximo los espacios de servicio, y se dispusieron espejos para dar amplitud y el uso de muebles con varios usos, dando la oportunidad a Gray de experimentar con mecanismos móviles, cortinas metálicas correderas, biombos y escaleras plegables.

### Tempe a Pailla
A finales de 1920 y principios de 1930, Gray diseñó y decoró un nuevo hogar para ella, «Tempe à Pailla». Este es otro icono de la arquitectura moderna, un espacio multiusos diseñado para poder vivir y trabajar.
Gray trabajó sobre estructuras existentes de formas largas y estrechas, con muchas cubiertas con terrazas. Era muy social, y aprovechó el espacio para el entretenimiento y disfrute de sus huéspedes. Sin embargo, también quería disfrutar, esto se puede ver en los planos y en la manera de disponer las habitaciones. La casa se puede dividir en dos partes, una pública y otra privada. Gray trató el espacio interior y exterior de la misma manera con el uso las mismas baldosas y los mismos materiales dentro y fuera. Le gustaba aprovechar la luz del sol, de hecho, diseñó cada habitación con respecto a como recibía la luz, e incluso incorporó una forma en la que podía controlar la luz en algunas habitaciones.
Utilizó mobiliario empotrado para aprovechar el espacio al máximo y generar una sensación de espacio diáfano. Además los muebles fueron diseñados para conseguir la mayor funcionalidad de manera que separaban y distinguían espacios, o se plegaban para liberarlo. En esta etapa, Gray había conseguido un mueble funcional, versátil y económico despojado de ornamentación.

### En diseño
Su trabajo combinó laca y maderas raras, abstracción geométrica y adornos japoneses. En Londres conoció a su primer maestro en el arte del lacado; Charles, quien luego le presentaría a su verdadero maestro, el japonés Sougarawa que residía en París al igual que ella. La creación de piezas tan sumamente bellas y trabajadas atrajo la atención de Jacques Doucet, un coleccionista de arte que comisionó algunas piezas y ella solo firmó y fechó las creaciones. Sus diseños interiores generaron mucha alabanza y acuerdo en la prensa. 
- Lámpara satélite, (1919), Apartamento de la rue Bonaparte París
- Canapé pirogue (sillón "piragua" en español), (1920), Apartamento de la rue de Lota París
- Biombo block screen (1925)
- Transat Chair, (1927-29), E.1027
- Mesita de noche, (1927-29), E.1027
- Espejo satélite, (1926-29), E.1027
- Pantalla metálica perforada, (1930-31), Apartamento de Badovici París
- Taburete, (1934)
- Mesa de café, (1932), Tempe à Pailla Castellar (Alpes Marítimos)
- Armario ampliable, (1932), Tempe à Pailla Castellar (Alpes Marítimos)
- Mesa de café, (1932), Tempe à Pailla Castellar (Alpes Marítimos)

### Mobiliario para elLota Apartment
El apartamento Lota pertenecía a Madame Mathieu-Lévy, situado en París, era uno de los mejores y más sensacionales ejemplos de decoración francesa de los años 1920. El equipamiento completo le llevó a Eileen alrededor de 4 años. Lo dotó de paneles lacados en negro y plata, ocultando las molduras originales, e incluyendo piezas de mobiliario tan singulares como la cama-tumbona con forma de canoa, que combinaba las texturas de laca de color marrón con las de plata del interior y, sostenido por 12 pequeños arcos, el sofá Lota con exuberantes cojines y flancos lacados en varios colores.
Además, incorporó una serie de novedosos paneles rectangulares colocados a modo de aparejo de ladrillos, que creaban un cambio de percepción espacial y rompía con la excesiva longitud del pasillo. Entre los diseños de mobiliario para este apartamento destaca la silla "Bibendum", una de las más reconocidas del siglo XX. Está inspirada en la mascota que Michelín creó para promocionar sus neumáticos. Estaba compuesta por una estructura tubular de acero cromado, con el asiento y el respaldo tapizado de piel en color blanco. Era relativamente grande; con una profundidad de aproximadamente 840 mm y una altura de 740 mm. Gracias al éxito que tuvo, pudo financiarse la galería que abrió en 1922 junto a Jean Badovici.

### Mobiliario para la galería de muebles Jean Désert
Fueron realizados entre el año 1922 y 1930. Estando en París, después de regresar de Londres con Sugawara, Gray alquiló un local y junto a Jean Badovici, arquitecto y crítico, diseñaron una fachada innovadora y moderna en negro y blanco a la que llamaron Jean Desert Gallery. En este espacio, expuso y vendió sus piezas. Propuso diferentes trabajos en los que buscaba formas simples y materiales más baratos destinados a un público con una capacidad adquisitiva menos elevada que la élite para la cual trabajaba. Intentaba que fueran objetos que se pudieran producir en serie y que cambiasen el estilo de vida de la sociedad, fusionando el valor artístico con el funcionalismo.